# 027.7
027.7 ist eine bibliothekarische Fachzeitschrift zur Bibliothekskultur.
Die Beiträge (Forschungsergebnisse, Praxisberichte und weitere Arten von Fachbeiträgen) behandeln das Themenfeld „wissenschaftliches Bibliothekswesen des deutschsprachigen Raums“.
Die Zeitschrift wurde 2013 gegründet und erscheint in mehreren Ausgaben pro Jahr als Open-Access-Zeitschrift; die Beiträge durchlaufen ein Peer-Review-Verfahren. Die Herausgeber arbeiten als wissenschaftliche Bibliothekare an der Universitätsbibliothek Basel.
Der Name der Zeitschrift leitet sich ab von der Systemstelle „College and university libraries“ der Dewey-Dezimalklassifikation.